# Izgubljeni grad Z (roman)
Izgubljeni grad Z (eng. The Lost City of Z: A Tale of Deadly Obsession in the Amazon) je debitantski roman američkog pisca Dejvida Grana iz 2009. godine. Priča prati aktivnosti stvarne ličnosti, britanskog istraživača Persija Foseta koji je 1925. godine nestao sa svojim najstarijim sinom u Amazoniji tražeći drevni izgubljni grad. Autor takođe prepričava svoje putovanje u Amazon na kojem otkriva nove detalje vezane za nestalog istraživača. Autor navodi da je veći broj ljudi kasnije izgubio svoje živote, ili se vode kao nestali dok su otkrivali Fosetovu rutu ili ga tražili.
Nakon izlaska knjige neki istoričari i istraživači se nisu složili oko Fosetove uloge za koju kažu da je prenaglašena u knjizi, a da je on dosta personifikovan kroz priče u knjizi, a za ekspediciju tvrde da je od samog početka bila osuđena na propast.

## Istorijska pozadina
Nakon što je našao neke neobjavljene dnevnike sa Fosetove ekspedicije sam autor se upustio u avanturu i posetio Amazoniju kako bi otkrio što više detalja vezanih za ovu ekspediciju.
Foset se 1925. godine sa najstarijim sinom uputio u dzunglu u nameri da pronađe drevnu civilizaciju i grad El Dorado koji on naziva grad Z. On je kao i mnogi evropljani slušao priče o legendarnom zlatnom gradu u srcu amazonske prašume koji su prvi tražili španski konkvistadori na čelu sa Gonzalom Pizarom 1541. godine. Posle španskih osvajača hiljade ljudi je umrlo u potrazi za misterioznim gradom što je dodatno podstaklo priče i misteriju oko svega toga.
Dejvid je svoja saznanja tokom putovanja u Amazoniju prvo opisao u svom članku, a kasnije i u knjizi, gde nalazi paralelu između drevnog grada i lokacije u brazilskoj prašumi i navodi predpostavke da je to grad koji su svi tražili. Na čelu sa arheologom Majklom Hecenbergom tim istraživača u oblasti Ksing u Brazilu nalazi ruševine velikog drevnog grada koji je bio okružen sa nekoliko koncentričnih kružnih kanala i brojnim palisadama i drugim karakteristikama koje su se i spominjale u folkloru i drugim pričama obližnjih plemena. 

## Nagrade i priznanja
- New York Times bestseller (2009)
- Samuel Johnson Prize (2009)
- Amazon's Best Books of the Year (#58, 2009)
- Publishers Weekly’s Top 10 Best Books: 2009
- Publishers Weekly's Best Books: 2009
- New York Times Notable Book of the Year (2009)
- ALA Notable Books for Adults (2010)
- Indies Choice Book Award (2010)
- Globe and Mail Best Book (2009)
- The Essential Man's Library: 50 Non-Fiction Adventure Books
- Christian Science Monitor Best Book (2009)

## Ekranizacije
Filmske kuće Paramount Pictures i Plan B 2010. godine otkupljuju autorska prava za film koji se pojavljuje 2016. godine u režiji Dzejmsa Greja, gde glavnu ulogu igra Bred Pit i Čarli Hanam.

## Spoljašnje veze
- Zvanični sajt autora Pristupljeno 28.11.2021.
- Reader’s Guide Pristupljeno 28.11.2021.